# 石清水神社
石清水神社（いわしみずじんじゃ）は滋賀県彦根市大堀町749にある神社である。

## 祭神
- 息長帯姫命（神功皇后（応神天皇（第15代天皇）の母親））

## 建造物
- 鳥居
- 本殿（寛政8年再建）
- 拝殿

## エピソード
創立、沿革は不明である。
維新前は、新宮大権現や新宮神社と呼ばれていた。明治初年に新神社と呼ばれるようになった。

## 神事
春と秋に大祭が行われる。
春祭りが4月20日（現在は4月の第3日曜日）に、納涼祭が7月18日（現在は8月中旬）に、秋祭りが9月20日（現在は10月の第3日曜日）に行われている。